# غينيفيف غوسلين
غينيفيف غوسلين (بالفرنسية: Geneviève Gosselin) هي راقصة باليه فرنسية، ولدت في 1791، وتوفيت في 17 يونيو 1818 في باريس في فرنسا.